# 澳洲史氏三鰭䲁
澳洲史氏三鰭䲁（學名：Springerichthys kulbickii），為輻鰭魚綱䲁形目三鰭䲁科史氏三鰭䲁屬的一個種，1994年，羅納德·弗里克（Ronald Fricke）和約翰·E·蘭德爾（John E. Randall）對其進行了描述，以紀念努美阿海外科學技術研究辦公室的魚類生態學家米歇爾·L·庫爾比奇（Michel L. Kulbicki），分布於西南太平洋澳洲到新喀里多尼亞、斐濟、東加、紐埃與美屬薩摩亞海域，深度2至15公尺，本魚體型小呈圓柱狀，頭部和前鰓蓋骨區域裸露，頭短鈍，眼眶上有細觸鬚，第一背鰭的高度為第二背鰭的三分之一，身體顏色為灰色，帶有5條不明顯、寬闊的棕色條紋，頭部和身體前部有不均勻的亮橙色斑點，後部斑點較小，鱗片後緣大多為橙色，尾鰭基部為黑色，中心為灰色，中部有一條橙色帶，邊緣為白色，背鰭硬棘14-18枚、背鰭軟條6-10枚、臀鰭硬棘2枚、臀鰭軟條18-21枚，體長可達3.5公分，成魚棲息在潮間帶的潮池，雌魚產附著性卵在藻類築的巢，雄魚會守護卵，幼魚為浮游性，生活習性不明。